# Municipio di Basilea
Il Municipio di Basilea (in tedesco: Rathaus Basel) è la storica sede del Comune della città di Basilea, in Svizzera.
Rappresenta uno dei capolavori dell'architettura gotica in Svizzera, nella sua fase terminale dello stile tardo gotico.

## Ubicazione
L'edificio si affaccia sulla centralissima Marktplatz, la "Piazza del Mercato", sita nella parte orientale del centro cittadino e nei pressi del corso del fiume Reno.

## Storia e architettura
Il municipio venne eretto tra il 1507 ed il 1513 in sostituzione di un preesistente edificio agli inizi del XVI secolo.
Voluto dalla Corporazione degli artigiani, che aveva imposto a Basilea l'adesione alla Lega dei Confederati, vennero affissi sulla facciata gli stemmi dei 12 cantoni che formavano la confederazione.
Presenta una maestosa facciata dal caratteristico colore rosso, impostata su tre arconi ogivali, aperta da due ordini di finestre gotiche e coronata da merli, oltre ad una serie di vetrate eseguite da Anthony Glaser. Al centro è un bell'orologio cinquecentesco.
Nel 1608 il palazzo comunale vi fu un primo ampliamento, e nel 1609, dotato di una fastosa decorazione a fresco ad opera di Hans Bock il Vecchio. che ricopre anche gran parte della Corte d'Onore e dello Scalone. Fra il 1898 e il 1904 venne restaurato e sensibilmente ingrandito con l'aggiunta delle due torri a nord-est e a sud-ovest, secondo gli stili storicisti in voga all'epoca (stile neorinascimentale e neogotico). Inoltre fu demolita e sostituita la parte posteriore risalente al XIV secolo.
Dagli arconi gotici, si entra nel Cortile d'Onore dove è custodita la cinquecentesca statua di Munazio Planco, il fondatore della città.
|  |  |